# Joaquín Montecinos
Joaquín Alberto Montecinos Naranjo (Barranquilla, Colombia, 7 de diciembre de 1995) es un futbolista chileno nacido en Colombia, que se desempeña como extremo derecho y milita en O'Higgins de la Primera División de Chile. Fue internacional absoluto con la selección de Chile.

## Trayectoria
Es hijo del exfutbolista Cristián Montecinos. Comenzó su carrera en Deportes La Serena. Sin embargo, no disputó minutos en dicho club hasta ser enviado a Unión Temuco en la Primera B de Chile, donde debutó profesionalmente a los 16 años. Tras su paso por Temuco, Montencinos regreso a La Serena. 
En 2017 tuvo una prueba en el Celaya Fútbol Club de México, no pudiendo firmar debido a motivos económicos. En 2019, fichó en San Luis de la Primera B, y esa misma temporada fue traspaso a Deportes Melipilla.
Tras sus pasos en la Primera B, Montecinos fue fichado por Audax Italiano de la Primera División de Chile durante el segundo semestre de la temporada 2020. En 2022, fue cedido a Club Tijuana de la Liga MX. En julio de 2022, fue adquirido por Xolos, firmando un contrato hasta 2025.
En junio de 2023, es cedido a Querétaro Fútbol Club por una temporada.
El jueves 8 de agosto de 2024, el futbolista es presentado como refuerzo para la delantera de Club Deportivo O'higgins en calidad de préstamo hasta diciembre de 2025.

## Selección nacional
A la edad de 18 años, representó a Chile Sub-21 en el Torneo de Toulon 2014. Además, formó parte de los entrenamientos de Chile Sub-20 para el Campeonato Sudamericano Sub-20 2015.

### Selección adulta
El 1 de octubre de 2021, tras las desconvocatorias por lesión de Bastián Yáñez y Eduardo Vargas, fue incluido en la nómina de la selección chilena para disputar los partidos eliminatorios frente a Perú, Paraguay y Venezuela.

### Participaciones en Clasificatorias a Copas del Mundo
| Eliminatorias            | País  | Resultado | Posición | Partidos | Goles |
| ------------------------ | ----- | --------- | -------- | -------- | ----- |
| Eliminatorias Catar 2022 | Catar | Eliminado | 7.º      | 6        | 0     |

### Partidos internacionales
Actualizado hasta el 10 de junio de 2022.
| Partidos internacionales | Partidos internacionales | Partidos internacionales                    | Partidos internacionales | Partidos internacionales | Partidos internacionales | Partidos internacionales | Partidos internacionales | Partidos internacionales | Partidos internacionales     |
| N.º                      | Fecha                    | Estadio                                     | Local                    | Resultado                | Visitante                | Goles                    | Asistencias              | DT                       | Competición                  |
| ------------------------ | ------------------------ | ------------------------------------------- | ------------------------ | ------------------------ | ------------------------ | ------------------------ | ------------------------ | ------------------------ | ---------------------------- |
| 1                        | 7 de octubre de 2021     | Estadio Nacional, Lima, Perú                | Perú                     | 2-0                      | Chile                    |                          |                          | Martín Lasarte           | Clasificatorias a Catar 2022 |
| 2                        | 16 de noviembre de 2021  | San Carlos de Apoquindo, Santiago, Chile    | Chile                    | 0-2                      | Ecuador                  |                          |                          | Martín Lasarte           | Clasificatorias a Catar 2022 |
| 3                        | 9 de diciembre de 2021   | Q2 Stadium, Austin, EEUU                    | México                   | 2-2                      | Chile                    |                          |                          | Martín Lasarte           | Amistoso                     |
| 4                        | 12 de diciembre de 2021  | Banc of California, Los Ángeles, EEUU       | El Salvador              | 0-1                      | Chile                    |                          |                          | Martín Lasarte           | Amistoso                     |
| 5                        | 27 de enero de 2022      | Zorros del Desierto, Calama, Chile          | Chile                    | 1-2                      | Argentina                |                          |                          | Martín Lasarte           | Clasificatorias a Catar 2022 |
| 6                        | 1 de febrero de 2022     | Hernando Siles, La Paz, Bolivia             | Bolivia                  | 2-3                      | Chile                    |                          |                          | Martín Lasarte           | Clasificatorias a Catar 2022 |
| 7                        | 24 de marzo de 2022      | Maracaná, Río de Janeiro, Brasil            | Brasil                   | 4-0                      | Chile                    |                          |                          | Martín Lasarte           | Clasificatorias a Catar 2022 |
| 8                        | 29 de marzo de 2022      | San Carlos de Apoquindo, Santiago, Chile    | Chile                    | 0-2                      | Uruguay                  |                          |                          | Martín Lasarte           | Clasificatorias a Catar 2022 |
| 9                        | 6 de junio de 2022       | Estadio Mundialista, Daejeon, Corea del Sur | Corea del Sur            | 2-0                      | Chile                    |                          |                          | Eduardo Berizzo          | Amistoso                     |
| 10                       | 10 de junio de 2022      | Estadio Noevir Kobe, Kōbe, Japón            | Chile                    | 0-2                      | Túnez                    |                          |                          | Eduardo Berizzo          | Copa Kirin 2022              |
| Total                    | Total                    | Total                                       | Presencias               | 10                       | Goles                    | 0                        |                          |                          |                              |

| Selección chilena | Selección chilena | Selección chilena |
| Año               | Partidos          | Goles             |
| ----------------- | ----------------- | ----------------- |
| 2021              | 4                 | 0                 |
| 2022              | 6                 | 0                 |
| Total             | 10                | 0                 |

## Estadísticas

### Clubes
| Club                   | Div.             | Temporada        | Liga  | Liga  | Liga   | Copas nacionales | Copas nacionales | Copas nacionales | Torneos internacionales | Torneos internacionales | Torneos internacionales | Total | Total | Total  | Media goleadora |
| Club                   | Div.             | Temporada        | Part. | Goles | Asist. | Part.            | Goles            | Asist.           | Part.                   | Goles                   | Asist.                  | Part. | Goles | Asist. | Media goleadora |
| ---------------------- | ---------------- | ---------------- | ----- | ----- | ------ | ---------------- | ---------------- | ---------------- | ----------------------- | ----------------------- | ----------------------- | ----- | ----- | ------ | --------------- |
| Unión Temuco · Chile   | 2.ª              | 2012             | 1     | 0     | 0      | 1                | 0                | 0                | —                       | —                       | —                       | 2     | 0     | 0      | 0.0             |
| Unión Temuco · Chile   | Total club       | Total club       | 1     | 0     | 0      | 1                | 0                | 0                | 0                       | 0                       | 0                       | 2     | 0     | 0      | 0.0             |
| La Serena · Chile      | 2.ª              | 2013-14          | 2     | 0     | 0      | —                | —                | —                | —                       | —                       | —                       | 2     | 0     | 0      | 0.0             |
| La Serena · Chile      | 2.ª              | 2014-15          | 24    | 0     | 0      | 1                | 0                | 0                | —                       | —                       | —                       | 25    | 0     | 0      | 0.0             |
| La Serena · Chile      | 2.ª              | 2015-16          | 21    | 1     | 0      | 3                | 0                | 0                | —                       | —                       | —                       | 21    | 1     | 0      | 0.05            |
| La Serena · Chile      | 2.ª              | 2016-17          | 8     | 0     | 0      | —                | —                | —                | —                       | —                       | —                       | 8     | 0     | 0      | 0.0             |
| La Serena · Chile      | 2.ª              | 2017             | 4     | 0     | 0      | 1                | 0                | 0                | —                       | —                       | —                       | 4     | 0     | 0      | 0.0             |
| La Serena · Chile      | 2.ª              | 2018             | 13    | 2     | 0      | 1                | 0                | 0                | —                       | —                       | —                       | 13    | 2     | 0      | 0.15            |
| La Serena · Chile      | Total club       | Total club       | 72    | 3     | 0      | 6                | 0                | 0                | 0                       | 0                       | 0                       | 78    | 3     | 0      | 0.04            |
| San Luis · Chile       | 2.ª              | 2019             | 24    | 0     | 0      | 1                | 0                | 0                | —                       | —                       | —                       | 24    | 0     | 0      | 0.0             |
| San Luis · Chile       | Total club       | Total club       | 24    | 0     | 0      | 1                | 0                | 0                | 0                       | 0                       | 0                       | 25    | 0     | 0      | 0.0             |
| Melipilla · Chile      | 2.ª              | 2019             | 2     | 0     | 0      | —                | —                | —                | —                       | —                       | —                       | 2     | 0     | 0      | 0.0             |
| Melipilla · Chile      | 2.ª              | 2020             | 14    | 4     | 2      | —                | —                | —                | —                       | —                       | —                       | 14    | 4     | 2      | 0.29            |
| Melipilla · Chile      | Total club       | Total club       | 16    | 4     | 2      | 0                | 0                | 0                | 0                       | 0                       | 0                       | 16    | 4     | 2      | 0.25            |
| Audax Italiano · Chile | 1.ª              | 2020             | 15    | 2     | 3      | —                | —                | —                | —                       | —                       | —                       | 15    | 2     | 3      | 0.13            |
| Audax Italiano · Chile | 1.ª              | 2021             | 28    | 7     | 5      | 1                | 1                | 0                | —                       | —                       | —                       | 29    | 8     | 5      | 0.28            |
| Audax Italiano · Chile | Total club       | Total club       | 43    | 9     | 8      | 1                | 1                | 0                | 0                       | 0                       | 0                       | 44    | 10    | 8      | 0.23            |
| Club Tijuana · México  | 1.ª              | 2022             | 13    | 3     | 0      | —                | —                | —                | —                       | —                       | —                       | 13    | 3     | 0      | 0.23            |
| Club Tijuana · México  | 1.ª              | 2022-23          | 27    | 2     | 3      | —                | —                | —                | —                       | —                       | —                       | 27    | 2     | 3      | 0.07            |
| Club Tijuana · México  | Total club       | Total club       | 40    | 5     | 3      | 0                | 0                | 0                | 0                       | 0                       | 0                       | 40    | 5     | 3      | 0.13            |
| Querétaro · México     | 1.ª              | 2023-24          | 9     | 0     | 0      | 5                | 0                | 0                | —                       | —                       | —                       | 14    | 0     | 0      | 0               |
| Querétaro · México     | Total club       | Total club       | 9     | 0     | 0      | 5                | 0                | 0                | 0                       | 0                       | 0                       | 14    | 0     | 0      | 0               |
| O'Higgins · Chile      | 1.ª              | 2024             | 4     | 0     | 0      | 0                | 0                | 0                | —                       | —                       | —                       | 4     | 0     | 0      | 0               |
| O'Higgins · Chile      | 1.ª              | 2025             | 13    | 2     | 1      | 5                | 1                | 1                | —                       | —                       | —                       | 18    | 3     | 2      | 0.17            |
| O'Higgins · Chile      | Total club       | Total club       | 17    | 2     | 1      | 5                | 1                | 1                | 0                       | 0                       | 0                       | 22    | 3     | 2      | 0.14            |
| Total en carrera       | Total en carrera | Total en carrera | 222   | 23    | 14     | 18               | 2                | 1                | 0                       | 0                       | 0                       | 241   | 25    | 15     | 0.1             |
| 1. 2.                  |                  |                  |       |       |        |                  |                  |                  |                         |                         |                         |       |       |        |                 |

### Selecciones
| Selección      | Temporada     | Amistosos | Amistosos | Amistosos | Sudamérica | Sudamérica | Sudamérica | Mundial | Mundial | Mundial | Total | Total | Total  | Media goleadora |
| Selección      | Temporada     | Part.     | Goles     | Asist.    | Part.      | Goles      | Asist.     | Part.   | Goles   | Asist.  | Part. | Goles | Asist. | Media goleadora |
| -------------- | ------------- | --------- | --------- | --------- | ---------- | ---------- | ---------- | ------- | ------- | ------- | ----- | ----- | ------ | --------------- |
| Sub-21 · Chile | 2014          | 2         | 0         | 0         | —          | —          | —          | —       | —       | —       | 2     | 0     | 0      | 0.0             |
| Sub-21 · Chile | Total         | 2         | 0         | 0         | 0          | 0          | 0          | 0       | 0       | 0       | 2     | 0     | 0      | 0.0             |
| Adulta · Chile | 2021          | 2         | 0         | 0         | 2          | 0          | 0          | —       | —       | —       | 4     | 0     | 0      | 0.0             |
| Adulta · Chile | 2022          | 2         | 0         | 0         | 5          | 0          | 0          | —       | —       | —       | 6     | 0     | 0      | 0.0             |
| Adulta · Chile | Total         | 4         | 0         | 0         | 6          | 0          | 0          | 0       | 0       | 0       | 10    | 0     | 0      | 0.00            |
| Total carrera  | Total carrera | 6         | 0         | 0         | 6          | 0          | 0          | 0       | 0       | 0       | 12    | 0     | 0      | 0.00            |
| 1.             |               |           |           |           |            |            |            |         |         |         |       |       |        |                 |

## Palmarés

### Distinciones individuales
| Distinción                                                      | Año  |
| --------------------------------------------------------------- | ---- |
| Mejor delantero de 2021 por Encuesta El Deportivo de La Tercera | 2021 |